# Враниуц (Караш-Северин)
Враниуц (рум. Vrăniuț) насеље је у Румунији у округу Караш-Северин у општини Ракашдија. Oпштина се налази на надморској висини од 109 m.

## Прошлост
По "Румунској енциклопедији" место се први пут помиње 1690. године. Ту је 1717. године пописано 40 кућа.
Аустријски царски ревизор Ерлер је 1774. године констатовао да место "Врањуц" припада Ракаждијском округу, Новопаланачког дистрикта. Становништво је било претежно влашко.
Општински бележник Србин, Стеван Савић скупљао је 1860. године новчане прилоге за Фонд "Школског листа".

## Становништво
Према подацима из 2002. године у насељу је живело 443 становника.

### Попис2002.
| Расподела становништва по националности 2002.‍ | Расподела становништва по националности 2002.‍ | Расподела становништва по националности 2002.‍ | Расподела становништва по националности 2002.‍ | Расподела становништва по националности 2002.‍ |
| --------------------------------------------- | --------------------------------------------- | --------------------------------------------- | --------------------------------------------- | --------------------------------------------- |
|                                               |                                               |                                               |                                               |                                               |
| Румуни                                        | Румуни                                        |                                               | 295                                           | 67,4%                                         |
| Роми                                          | Роми                                          |                                               | 143                                           | 32,6%                                         |